# 日本国有鉄道百年史
『日本国有鉄道百年史』（にほんこくゆうてつどうひゃくねんし）は、日本の鉄道開通前から1972年までの100余年間の日本国有鉄道（国鉄）とその前身の歴史をつづった歴史書である。1972年に国鉄がその前身から数えて100周年を迎えるのを記念して、国鉄自らが編纂し、全19巻を1969年から1974年にかけて刊行した。一度絶版になったが、1997年に成山堂書店から復刻版が出されている。

## 内容
『日本国有鉄道百年史』は、本編14巻、年表1巻、通史1巻、索引・便覧1巻、別巻「国鉄歴史事典」1巻、写真史1巻の合計19巻から構成される。いずれも横書きで、写真史以外はB5判である。

## 経緯
国鉄の前身である鉄道省は鉄道50周年に際して3巻からなる『日本鉄道史』を刊行したことがある。これは、日本の鉄道創業から1920年の鉄道省設置までの歴史をつづったものであった。また、1942年には、鉄道70周年を記念して、『日本鉄道史』の続編の刊行が企てられたが、太平洋戦争のため中止された。
1951年には、1937年から1949年までの陸上交通関係史料をまとめて、『日本陸運十年史』が刊行され、1956年には、『日本鉄道史』以降『日本陸運十年史』以前の史料をまとめて、『日本陸運二十年史』が刊行された。
さらに、国鉄は1972年の100周年を目指して、早くも1957年から百年史編纂の準備を始めた。1960年6月には総裁室に修史課が設置され、9月にはさらに、外部の学識経験者を交じえた修史委員会が設置された。修史委員会が決定した基本方針に基づいて、百年史の編纂作業が開始された。前半50年の歴史の執筆は主に修史課職員が、後半50年の歴史の執筆は主に国鉄の各部局が担うこととなった。当初本編21巻、年表1巻、索引1巻の全23巻と構想されていた。

## 書誌情報
- 『日本国有鉄道百年史』
  - 『日本国有鉄道百年史 年表』日本国有鉄道、1972年。doi:10.11501/12063720。
  - 『日本国有鉄道百年史 第1巻』日本国有鉄道、1969年。doi:10.11501/12061412。
  - 『日本国有鉄道百年史 第2巻』日本国有鉄道、1970年。doi:10.11501/12061505。
  - 『日本国有鉄道百年史 第3巻』日本国有鉄道、1971年。doi:10.11501/12061325。
  - 『日本国有鉄道百年史 第4巻』日本国有鉄道、1972年。doi:10.11501/12060702。
  - 『日本国有鉄道百年史 第5巻』日本国有鉄道、1972年。doi:10.11501/12066711。
  - 『日本国有鉄道百年史 第6巻』日本国有鉄道、1972年。doi:10.11501/12061324。
  - 『日本国有鉄道百年史 第7巻』日本国有鉄道、1971年。doi:10.11501/12061506。
  - 『日本国有鉄道百年史 第8巻』日本国有鉄道、1971年。doi:10.11501/12068649。
  - 『日本国有鉄道百年史 第9巻』日本国有鉄道、1972年。doi:10.11501/12061598。
  - 『日本国有鉄道百年史 第10巻』日本国有鉄道、1973年。doi:10.11501/12067432。
  - 『日本国有鉄道百年史 第11巻』日本国有鉄道、1973年。doi:10.11501/12061428。
  - 『日本国有鉄道百年史 第12巻』日本国有鉄道、1973年。doi:10.11501/12062363。
  - 『日本国有鉄道百年史 第13巻』日本国有鉄道、1974年。doi:10.11501/12068477。
  - 『日本国有鉄道百年史 第14巻』日本国有鉄道、1973年。doi:10.11501/12061050。
  - 『日本国有鉄道百年史 別巻』日本国有鉄道、1973年。doi:10.11501/12067623。
  - 『日本国有鉄道百年史 通史』日本国有鉄道、1974年。doi:10.11501/12061858。
  - 『日本国有鉄道百年史 索引・便覧』日本国有鉄道、1974年。doi:10.11501/12068624。
  - 『日本国有鉄道百年写真史』日本国有鉄道、1972年。doi:10.11501/12119015。
  - 『日本国有鉄道百年写真史』日本国有鉄道、1987年2月。doi:10.11501/13074047。
  - 『日本国有鉄道百年写真史 別冊』日本国有鉄道、1987年2月。doi:10.11501/13085307。
- 『日本国有鉄道百年史』全19巻（成山堂書店、1997年復刻版） ISBN 978-4-425-30161-4
  - 『日本国有鉄道百年史年表』（成山堂書店、2006年復刻版） ISBN 978-4-425-30164-5
  - 『日本国有鉄道百年史別巻 国鉄歴史事典』（成山堂書店、2006年復刻版） ISBN 978-4-425-30165-2
  - 『日本国有鉄道百年写真史』（成山堂書店、2005年復刻版） ISBN 978-4-425-30163-8
    - 1987年の復刻版には1972年以降を記した「日本国有鉄道百年写真史 追録・その後の15年」が付属。

### 編別構成および巻数
- 第1編 創業時代 （明治25年まで）1 - 2巻
- 第2編 幹線伸長時代 （明治25年から明治39年まで）3 - 4巻
- 第3編 鉄道院時代 （明治39年から大正9年まで）5 - 6巻
- 第4編 鉄道省興隆時代 （大正9年から昭和12年まで）7 - 9巻
- 第5編 戦時戦後時代 （昭和12年から昭和24年まで）10 - 11巻
- 第6編 公共企業体時代 （昭和24年から現在まで）12 - 14巻